# 中野町 (浜松市)
中野町（なかのまち）は静岡県浜松市中央区の町名。丁番を持たない単独町名である。住居表示未実施。

## 地理
浜松市中央区の東部に位置する。東で磐田市池田、豊田西之島及び源平新田、西で安新町及び安間町、南で国吉町、北で白鳥町、中里町及び松小池町と接する。

### 河川
- 天竜川

### 学区
小学校・中学校の学区は以下の通りである。
- 浜松市立中ノ町小学校
- 浜松市立天竜中学校

## 歴史

### 町名の由来
東海道の江戸と京のちょうど中間にあたることから中野町と呼ばれるようになった。

### 沿革
- 1889年（明治22年）4月1日 - 町村制の施行により、豊田郡中ノ町村・一色村・大明神村・萱場村が周辺の村と合併して豊田郡中ノ町村となる。旧村名は中ノ町村の大字として残る[書籍 2]。
- 1896年（明治29年）4月1日 - 郡制の施行により、中ノ町村の所属郡が浜名郡に変更となる。
- 1954年（昭和29年）3月31日 – 中ノ町村が浜松市に編入される。
- 1955年（昭和30年） – 大字中ノ町から中野町に町名変更するとともに、大字一色の全域・大字大明神・大字萱場・大字松小池の各一部を編入する[書籍 3]。
- 2007年（平成19年）4月1日 - 浜松市が政令指定都市となる。中野町は東区の一部となる。
- 2024年（令和6年）1月1日 - 浜松市の行政区再編により、中野町は中央区の一部となる。

## 施設
- 浜松市立中ノ町幼稚園
- 浜松市立中ノ町保育園
- 浜松市立中ノ町小学校
- 中ノ町地区自治会館
- JAとぴあ浜松中ノ町支店
- 中ノ町郵便局
- 遠州鉄道磐田営業所中ノ町車庫
- バロー中野町店
- ローソン浜松中野町店
- 天竜川緑地
- 臨済宗方広寺派 鶴翁山 松林寺
- 臨済宗方広寺派 長福山 松雲寺
- 津島神社
- 大瓦長神社
- 八保神社

## 交通

### バス
- 遠鉄バス80中ノ町磐田線：（浜松駅 方面 - ）中ノ町小学校入口 - 中ノ町（ - 磐田営業所 方面）

### 道路
- 国道1号（東海道、浜松バイパス）：中野町インターチェンジが設置されている。
- 静岡県道261号磐田細江線
- 静岡県道313号笠井飯田線
- 静岡県道344号二俣浜松線

## その他

### 警察
警察の管轄区域は以下の通りである。
| 番・番地等 | 警察署       | 交番・駐在所 |
| ---------- | ------------ | ------------ |
| 全域       | 浜松東警察署 | 和田交番     |

### 消防
消防の管轄区域は以下の通りである。
| 番・番地等 | 消防署   | 本署/出張所 |
| ---------- | -------- | ----------- |
| 全域       | 東消防署 | 本署        |

### 書籍
1. ↑  『わがまち文化誌 天竜川と東海道 -浜松の東玄関-』浜松市天竜公民館、1994年2月26日、26頁。
2. ↑  『浜松市史 三』浜松市役所、1980年3月26日、176頁。
3. ↑  『わがまち文化誌 天竜川と東海道 -浜松の東玄関-』浜松市天竜公民館、1994年2月26日、27頁。

### WEB
1. ↑  “h02_22.csv”.   総務省 (2022年2月10日). 2024年6月29日閲覧。
2. ↑  “chuouku_menseki.xlsx”.   浜松市 (2024年3月12日). 2024年6月29日閲覧。
3. ↑  “静岡県 浜松市中央区 中野町の郵便番号 - 日本郵便”.   日本郵便. 2025年2月15日閲覧。
4. ↑  “市外局番の一覧”.   総務省 (2022年3月1日). 2024年6月29日閲覧。
5. ↑  “事業所案内及び管轄地域（事務所3件、分室3件）”.   一般社団法人静岡県自動車会議所. 2024年6月29日閲覧。
6. ↑  “住居表示実施状況／浜松市”.   浜松市 (2024年1月4日). 2024年6月29日閲覧。
7. ↑  “学校名から探す／浜松市”.   浜松市 (2024年1月1日). 2024年6月29日閲覧。
8. ↑  “和田交番｜静岡県警察”.   静岡県警察 (2024年1月1日). 2024年6月29日閲覧。
9. ↑  “消防署の町別管轄「な」／浜松市”.   浜松市 (2023年4月3日). 2024年6月29日閲覧。